# جيمس بيرسون شو
جيمس بيرسون شو هو سياسي كندي، ولد في 24 يناير 1867، وتوفي في 9 ديسمبر 1946.